# Kepler-10
Kepler-10, anteriormente conocida como KOI-72, es una estrella análoga en la constelación de Draco que se encuentra a 607 años luz de la Tierra.   Kepler-10 fue el objetivo del telescopio espacial Kepler de la NASA, ya que fue vista como la primera estrella identificada por la misión Kepler que podría ser un posible anfitrión de un pequeño exoplaneta en tránsito. La estrella es un poco menos masiva, un poco más grande y un poco más fría que el Sol; con una edad estimada de 11.900 millones de años, por lo que tiene casi 2,6 veces la edad del Sol. 
Kepler-10 alberga un sistema planetario formado por al menos tres planetas. Kepler-10b, el primer planeta innegablemente rocoso,  fue descubierto en su órbita después de ocho meses de observación y anunciado el 10 de enero de 2011. El planeta orbita muy cerca de su estrella, completando una órbita cada 0,8 días,  y tiene una densidad similar a la del hierro. El segundo planeta, Kepler-10c, fue confirmado el 23 de mayo de 2011, basándose en observaciones de seguimiento realizadas por el telescopio espacial Spitzer. Los datos muestran que tiene un período orbital de 42,3 días y un radio de más del doble que el de la Tierra, pero inicialmente se pensó que tenía una mayor densidad, lo que lo convierte en el planeta rocoso más grande y masivo descubierto hasta junio de 2014. Sin embargo, mediciones de masa refinadas han demostrado que es un típico planeta rico en volátiles. Un tercer planeta, Kepler-10d, fue descubierto en 2023 mediante observaciones de velocidad radial.

## Características

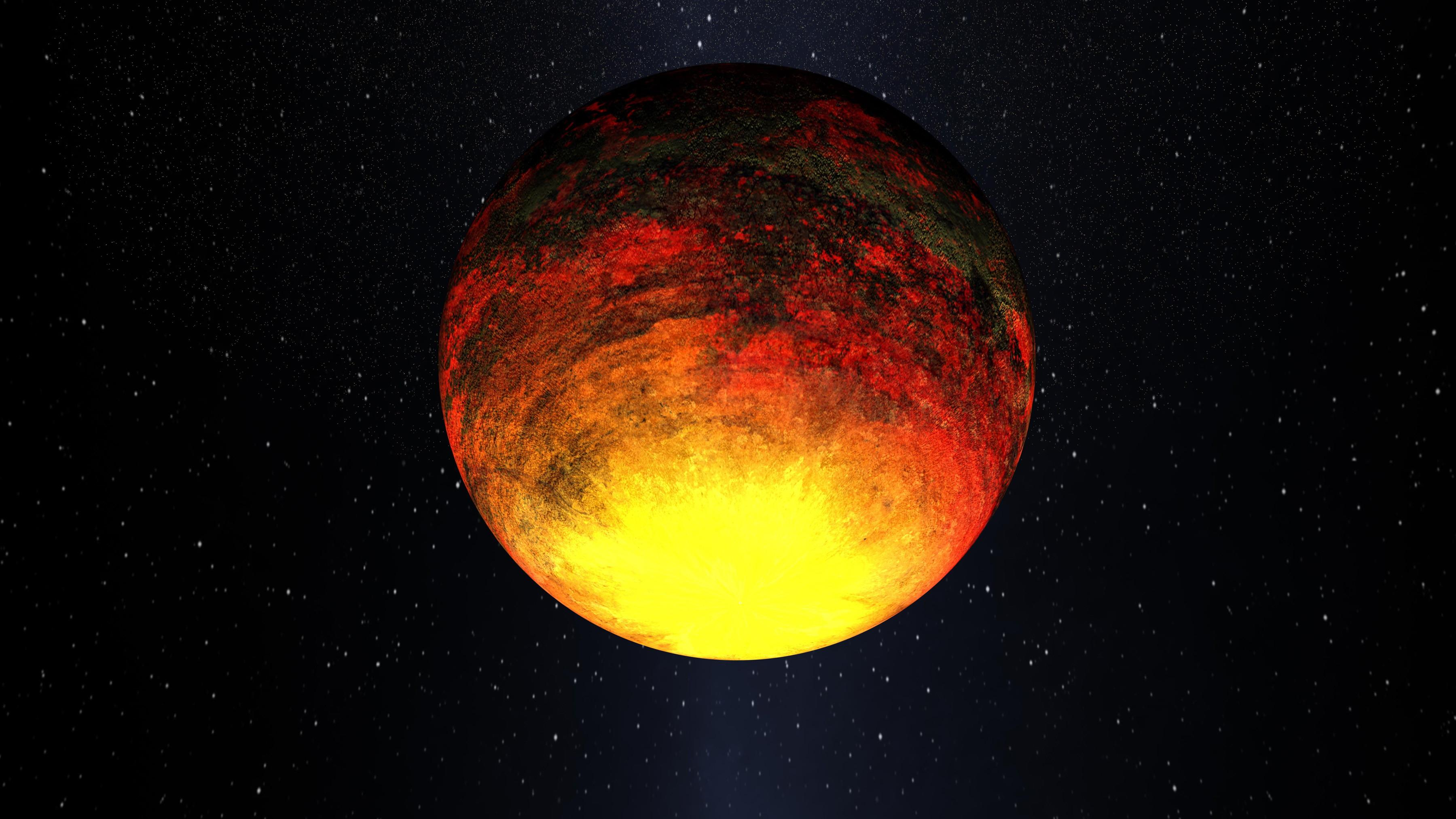
"Impresión artística del planeta Kepler-10b ".

Kepler-10 es una estrella de tipo G, como el Sol. Con una masa de 0,895 (± 0,06) masas solares y un radio de 1,056 (± 0,021) radios solares, la estrella es aproximadamente un 10% menos masiva y un 5% más ancha que el Sol. La metalicidad de Kepler-10, medida en [Fe/H] (la cantidad de hierro en la estrella), es -0,15 (± 0,04); esto significa que Kepler-10 es aproximadamente un 70% tan rico en metales como el Sol. La metalicidad tiende a desempeñar un papel importante en la formación de planetas, determinando si se forman y qué tipo de planeta formarán. Además, se estima que Kepler-10 tiene 11,9 mil millones de años y una temperatura efectiva de 5627 (± 44) K;  en comparación, el Sol es más joven y más caliente, con una edad de 4.600 millones de años  y una temperatura efectiva de 5778 K. 
Kepler-10 se encuentra a una distancia de 186 pársecs de la Tierra, lo que equivale aproximadamente a 607 años luz. Además, la Magnitud aparente de Kepler-10, o brillo visto desde la Tierra, es 10,96; por lo tanto, no se puede ver a simple vista. 